# Adam Nimoy

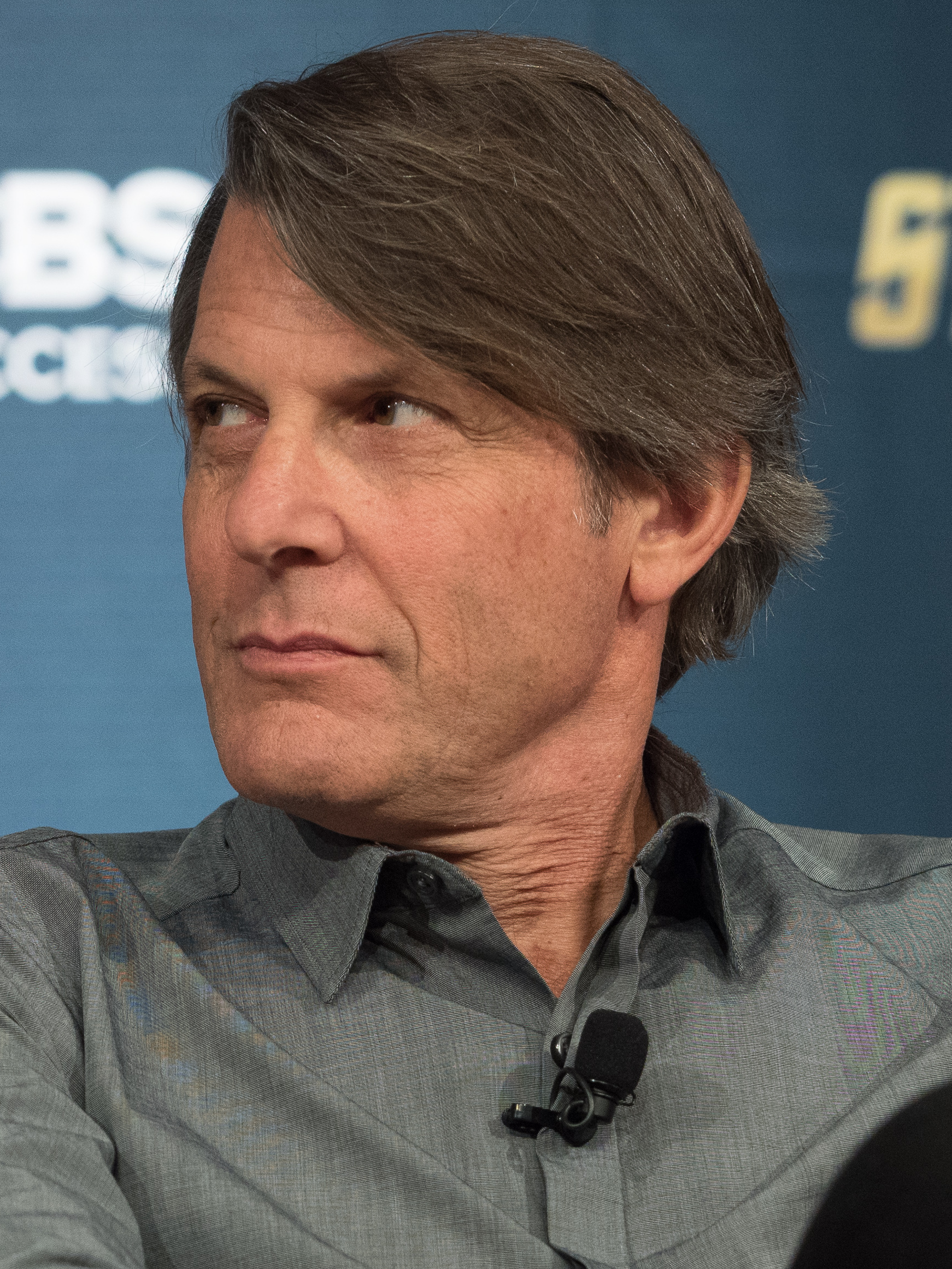
Adam Nimoy

Adam Brett Nimoy (* 9. August 1956 in Los Angeles, Kalifornien) ist ein US-amerikanischer Regisseur. Seit 1987 tritt er immer wieder als Regisseur bei verschiedenen Fernsehserien in Erscheinung.

## Leben
Adam Nimoy ist der Sohn des Schauspielers Leonard Nimoy und dessen erster Frau, der Schauspielerin Sandra Zober. Bevor er Regisseur verschiedener Fernsehserien wurde, arbeitete Nimoy als Rechtsanwalt. In dieser Funktion beriet er Schauspieler in Urheberrechtsfragen.
Er war zweimal verheiratet und hat aus erster Ehe zwei Kinder. Im Jahr 2018 heiratete er die Schauspielerin Terry Farrell am Geburtstag seines 2015 verstorbenen Vaters.

## Filmografie (als Regisseur, Auswahl)
- 1992–1993: Raumschiff Enterprise: Das nächste Jahrhundert (Star Trek: The Next Generation, 2 Folgen)
- 1995: Outer Limits – Die unbekannte Dimension (The Outer Limits, eine Folge)
- 1995–1996: Babylon 5 (2 Folgen)
- 1995–1997: New York Cops – NYPD Blue (NYPD Blue, 2 Folgen)
- 1996–1997: Sliders – Das Tor in eine fremde Dimension (Sliders, 3 Folgen)
- 1997: Nash Bridges (eine Folge)
- 1998: Ally McBeal (eine Folge)
- 1998: Practice – Die Anwälte (The Practice, 2 Folgen)
- 2000: Gilmore Girls (eine Folge)
- 2016: For the Love of Spock (Dokumentarfilm)

## Gastauftritte
- 2015: The Big Bang Theory (Fernsehserie, Folge 9x07)[4]